# David Rangel Pastor
David Rangel Pastor (Valencia, Valencia, España, 25 de julio de 1979) es un exfutbolista español. Jugó como guardameta y se retiró en el Club Deportivo Olímpic. Actualmente es el Delegado del primer equipo del Valencia Club de Fútbol.

## Trayectoria
David Rangel empezó a jugar en el Paterna C.F, de donde pasó al Valencia Club de Fútbol Mestalla en el año 2000 y donde jugó dos temporadas. Subió al primer equipo del Valencia Club de Fútbol la temporada 03/04, en la que fue suplente de Santiago Cañizares y Andrés Palop. Ese año el Valencia acabó campeón de Liga y de la Copa de la UEFA, aunque Rangel solo disputó un encuentro, el 14 de mayo de 2004, en una derrota frente al Villarreal Club de Fútbol por 1-2.
En 2004, Rangel firmó con la Unió Esportiva Lleida en la Segunda División, donde jugó en 27 de los 42 partidos de liga. Posteriormente, reanudó su carrera en la Segunda División B.

## Retirada
Se retiró en 2015, en el Club Deportivo Olímpic.

## Actualidad
En 2016 pasó a formar parte en el cuerpo técnico del Valencia Mestalla, como entrenador de porteros. Actualmente, ejerce el cargo de delegado de campo en el primer equipo. 

## Clubes
| Club                      | País   | Año         | Partidos |
| ------------------------- | ------ | ----------- | -------- |
| Burjassot Club de Futbol  | España | 2000 - 2001 |          |
| Valencia Club de Fútbol B | España | 2001 - 2004 | 66       |
| Valencia Club de Fútbol   | España | 2001 - 2004 | 1        |
| Unió Esportiva Lleida     | España | 2004 - 2006 | 46       |
| Hércules Club de Fútbol   | España | 2006 - 2007 | 0        |
| Unión Deportiva Alzira    | España | 2007 - 2008 |          |
| Ontinyent Club de Futbol  | España | 2008 - 2010 | 75       |
| Club Deportivo Castellón  | España | 2010 - 2011 | 36       |
| Deportivo Alavés          | España | 2011 - 2012 | 36       |
| Ontinyent Club de Futbol  | España | 2012 - 2013 | 32       |
| Club Deportivo Alcoyano   | España | 2013 - 2014 | 27       |
| Club Deportivo Olímpic    | España | 2014 - 2015 | 31       |

## Palmarés

### Campeonatos nacionales
| Título        | Equipo (*)  | País   | Año  |
| ------------- | ----------- | ------ | ---- |
| Liga española | Valencia CF | España | 2004 |

### Copas internacionales*
| Título          | Equipo (*)  | País   | Año  |
| --------------- | ----------- | ------ | ---- |
| Copa de la UEFA | Valencia CF | España | 2004 |